# Sipyloidea
A Sipyloidea a rovarok (Insecta) osztályának a botsáskák (Phasmatodea) rendjéhez, ezen belül a Diapheromeridae családjához és a Necrosciinae alcsaládjához tartozó nem.

## Rendszerezés
A nembe az alábbi fajok tartoznak:
- Sipyloidea carterus
- Sipyloidea filiformis
- Sipyloidea nelida
- Sipyloidea ovabdita
- Sipyloidea similis
- Sipyloidea sipylus